# 리베카 브리즈
리베카 엘리자베스 브리즈(영어: Rebecca Elizabeth Breeds, 1987년 6월 17일 ~ )는 오스트레일리아의 배우이다. 2013년 루크 미첼과 결혼했다.

## 출연 작품
- 위 아 맨 (2013)